# Gare du Bugue
Gare du Bugue vasútállomás Franciaországban, Le Bugue településen.

## Vasútvonalak
Az állomást az alábbi vasútvonalak érintik:
- Niversac-Agen-vasútvonal

## Kapcsolódó állomások
A vasútállomáshoz az alábbi állomások vannak a legközelebb:
- Gare des Eyzies
- Gare du Buisson